# Ben Lewis (Filmeditor)
Ben Lewis (* 6. Februar 1894 in New York City; † 29. Dezember 1970 in Hollywood)  war ein US-amerikanischer Filmeditor. Er begann seine Laufbahn als Editor in den 1920er Jahren, ab 1924 war er für Metro-Goldwyn-Mayer tätig. Ab den 1950er Jahren war er an unabhängig produzierten Filmen beteiligt. Bis einschließlich 1968 war er bei mehr als 120 Produktionen für den Filmschnitt verantwortlich, 1969 ging er in den Ruhestand. Lewis war eines der Gründungsmitglieder der Society of Motion Picture Film Editors.

## Filmografie (Auswahl)
- 1926: Des Teufels Zirkus (The Devil’s Circus)
- 1926: The Boob
- 1927: Im stillen Gässchen (Quality Street)
- 1928: Weiße Schatten (White Shadows in the South Seas)
- 1928: Pflicht und Liebe (Across to Singapore)
- 1929: Der Kuß (The Kiss)
- 1929: Lokomotive 2329 (Thunder)
- 1931: Trader Horn
- 1932: Die Maske des Fu-Manchu (The Mask of Fu Manchu)
- 1932: Tarzan, der Affenmensch (Tarzan the Ape Man)
- 1933: Dinner um acht (Dinner at Eight)
- 1933: Rückkehr aus der Fremde (The Stranger’s Return)
- 1934: Manhattan Melodrama
- 1935: Das Zeichen des Vampirs (Mark of the Vampire)
- 1935: Der Polizeibericht meldet … (Woman Wanted)
- 1935: Ein Arzt für alle Fälle (Society Doctor)
- 1937: Der letzte Gangster (The Last Gangster)
- 1937: Der Mann mit dem Kuckuck (Personal Property)
- 1938: Love Finds Andy Hardy
- 1940: Heiße Rhythmen in Chicago (Strike Up the Band)
- 1942: For Me and My Gal
- 1943: Heimweh (Lassie Come Home)
- 1944: Kismet
- 1946: Eine Falle für den Banditen (Bad Bascomb)
- 1948: Der Superspion (A Southern Yankee)
- 1949: Malaya
- 1949: The Stratton Story
- 1950: Drei kleine Worte (Three Little Words)
- 1950: Die Letzten von Fort Gamble (Ambush)
- 1951: Die rote Tapferkeitsmedaille (The Red Badge of Courage)
- 1951: Anwalt des Verbrechens (The Unknown Man)
- 1952: Des Teufels Erbe (The Devil Makes Three)
- 1953: Ein verwöhntes Biest (The Girl Who Had Everything)
- 1955: Der scharlachrote Rock (The Scarlet Coat)
- 1955: Ein Mann liebt gefährlich (Many Rivers to Cross)
- 1956: Die letzte Jagd (The Last Hunt)
- 1958: Mit Siebzehn am Abgrund (High School Confidential!)
- 1959: Die Haltlosen (The Beat Generation)
- 1961: Atlantis, der verlorene Kontinent (Atlantis, the Lost Continent)
- 1962: Die vier apokalyptischen Reiter (The 4 Horsemen of the Apocalypse)